# Luisa Maragliano
Luisa Maragliano (Genova, 24 aprile 1931) è un soprano italiano, attivo tra la fine degli anni cinquanta e l'inizio degli ottanta del Novecento.

## Biografia
Inizia la carriera nel 1955 dopo un'audizione al teatro Carlo Felice di Genova, dove viene scelta dal direttore d'orchestra Tristano Illersberg come una delle Fanciulle Fiore in Parsifal. Con il maestro nasce un connubio affettivo che sfocerà nel matrimonio.
Tra il 1957 e il 1959 inizia a imporsi nel panorama operistico italiano; importante in particolare è il debutto nel 1959, in sostituzione di Antonietta Stella, ne La forza del destino all'Arena di Verona, dove sarà una presenza costante fino all'inizio degli anni settanta.
Canta in seguito in primari teatri di tutto il mondo, tra cui La Scala di Milano, il San Carlo di Napoli, il teatro dell'Opera di Roma, la Staatsoper di Vienna, il Metropolitan di New York, l'Opera di Chicago, il teatro Colón di Buenos Aires. Nel teatro napoletano, tra le numerose apparizioni, figurano Simon Boccanegra nel 1969 e l'Attila inaugurale nel 1971. Altre tappe importanti della carriera sono l'apertura della Scala con Luisa Miller nel 1969 (in sostituzione di Montserrat Caballé) e I masnadieri al Maggio Musicale Fiorentino con la direzione di Riccardo Muti.
Affronta un ampio repertorio che va dal Giulio Cesare di Händel fino al verismo, con una predilezione per Verdi. È Aida in oltre 500 recite, oltre a esibirsi nel Trovatore, Un ballo in maschera, La traviata, Luisa Miller, La forza del destino; interpreta inoltre diversi titoli del primo Verdi: Attila, I masnadieri, Nabucco, La battaglia di Legnano, I due Foscari, Ernani. Del repertorio pucciniano esegue La bohème, Manon Lescaut, Tosca, Madama Butterfly Suor Angelica, Turandot (Liù); di quello verista Andrea Chénier, Cavalleria rusticana, Francesca da Rimini.
Dopo il ritiro dalle scene si dedica all'insegnamento.

## Repertorio
| Ruolo                   | Titolo                  | Autore   |
| ----------------------- | ----------------------- | -------- |
| Maddalena di Coigny     | Andrea Chénier          | Giordano |
| Stephana                | Siberia                 | Giordano |
| Cleopatra               | Giulio Cesare           | Händel   |
| Santuzza                | Cavalleria rusticana    | Mascagni |
| Manon Lescaut           | Manon Lescaut           | Puccini  |
| Mimì                    | La bohème               | Puccini  |
| Floria Tosca            | Tosca                   | Puccini  |
| Cio-Cio-San             | Madama Butterfly        | Puccini  |
| Suor Angelica           | Suor Angelica           | Puccini  |
| Liù                     | Turandot                | Puccini  |
| Anaide                  | Mosè e Faraone          | Rossini  |
| Abigaille               | Nabucco                 | Verdi    |
| Elvira                  | Ernani                  | Verdi    |
| Lucrezia Contarini      | I due Foscari           | Verdi    |
| Odabella                | Attila                  | Verdi    |
| Amalia                  | I masnadieri            | Verdi    |
| Lida                    | La battaglia di Legnano | Verdi    |
| Luisa Miller            | Luisa Miller            | Verdi    |
| Leonora                 | Il trovatore            | Verdi    |
| Violetta Valéry         | La traviata             | Verdi    |
| Amelia Grimaldi         | Simon Boccanegra        | Verdi    |
| Amalia                  | Un ballo in maschera    | Verdi    |
| Donna Leonora di Vargas | La forza del destino    | Verdi    |
| Elisabetta di Valois    | Don Carlo               | Verdi    |
| Aida                    | Aida                    | Verdi    |
| Fanciulla fiore         | Parsifal                | Wagner   |
| Francesca da Polenta    | Francesca da Rimini     | Zandonai |

## Discografia
- Aida, con Carlo Bergonzi, Fiorenza Cossotto, Aldo Protti, Nicolai Ghiaurov, dir. Francesco Molinari Pradelli - dal vivo Verona 1961 ed. Lyric Distribution
- Il trovatore, con Luigi Ottolini, Cornell MacNeil, Oralia Domínguez, dir. Fernando Previtali - dal vivo Buenos Aires 1963 ed. Opera Lovers
- I due Foscari, con Mario Zanasi, Renato Cioni, dir. Bruno Bartoletti - dal vivo Roma 1968 ed. MRF
- Luisa Miller, con Flaviano Labò, Cornell MacNeil, Nicola Rossi-Lemeni, Franca Mattiucci, dir. Bruno Bartoletti - dal vivo Buenos Aires 1968 ed. Opera Lovers
- Manon Lescaut, con Plácido Domingo, Alberto Rinaldi, Carlo Badioli, dir. Bruno Bartoletti - dal vivo Chicago 1968 ed. Opera Lovers
- I masnadieri, con Renato Cioni, Licinio Montefusco, Carlo Cava, dir. Riccardo Muti - dal vivo Firenze 1969 ed. Arkadia
- Luisa Miller, con Richard Tucker, Mario Zanasi, Paolo Washington, Adriana Lazzarini, Giovanni Foiani, dir. Francesco Molinari Pradelli - dal vivo La Scala 1969 ed. Curcio
- La bohème, con Franco Corelli, Giangiacomo Guelfi, Elvidia Ferracuti, Nicola Zaccaria, dir. Franco Mannino - dal vivo Macerata 1971 ed. Lyric Distribution/Opera Lovers
- Aida, con Franco Corelli, Maria Luisa Nave, Giampiero Mastromei, Agostino Ferrin, dir. Oliviero De Fabritiis - dal vivo Verona 1972 ed. Myto
- Attila, con Ruggero Raimondi, Renato Bruson, Bruno Prevedi, dir. Giuseppe Patanè - dal vivo Palermo 1972 ed. Charles Handelman
- Recital di Arie Verdiane  ed. Dynamic